# Signs of Life (chanson)
Pour les articles homonymes, voir Signs of Life.
Pistes de A Momentary Lapse of Reason
Learning to Fly
Signs of Life est une chanson du groupe de rock progressif britannique Pink Floyd. C'est le premier titre de l'album A Momentary Lapse of Reason, sorti en 1987. Elle apparait aussi dans la version vidéo de Delicate Sound of Thunder. Cette chanson est instrumentale, la première depuis Any Colour You Like sur The Dark Side of the Moon en 1973. On peut toutefois entendre la voix du batteur Nick Mason vers le milieu de la chanson.

## Personnel
- David Gilmour - guitare électrique, claviers
- Nick Mason - effets sonores
- Bob Ezrin - programming, claviers additionnels

## Liens
- Site officiel de Pink Floyd
- Site officiel de David Gilmour